# Tianjin Open
Il Tianjin Open è stato un torneo femminile di tennis che si gioca a Tientsin in Cina. Faceva parte della categoria International e si giocava sul cemento. La prima edizione si è disputata nel 2014. L'edizione del 2020 non venne disputata a causa della pandemia di COVID-19.

## Albo d'oro

### Singolare
| Anno       | Campionessa                           | Finalista                             | Punteggio                             |
| ---------- | ------------------------------------- | ------------------------------------- | ------------------------------------- |
| 2014       | Alison Riske                          | Belinda Bencic                        | 6–3, 6–4                              |
| 2015       | Agnieszka Radwańska                   | Danka Kovinić                         | 6–1, 6–2                              |
| 2016       | Peng Shuai                            | Alison Riske                          | 7–6(3), 6–2                           |
| 2017       | Marija Šarapova                       | Aryna Sabalenka                       | 7–5, 7–6(8)                           |
| 2018       | Caroline Garcia                       | Karolína Plíšková                     | 7–6(7), 6–3                           |
| 2019       | Rebecca Peterson                      | Heather Watson                        | 6–4, 6–4                              |
| 2020       | Annullato per pandemia di Coronavirus | Annullato per pandemia di Coronavirus | Annullato per pandemia di Coronavirus |
| 2021- 2022 | Cancellato                            | Cancellato                            | Cancellato                            |

### Doppio
| Anno       | Campionesse                           | Finaliste                             | Punteggio                             |
| ---------- | ------------------------------------- | ------------------------------------- | ------------------------------------- |
| 2014       | Alla Kudrjavceva Anastasija Rodionova | Sorana Cîrstea Andreja Klepač         | 6(6)–7, 6–2, [10–8]                   |
| 2015       | Xu Yifan Zheng Saisai                 | Darija Jurak Nicole Melichar          | 6–2, 3–6, [10–8]                      |
| 2016       | Christina McHale Peng Shuai           | Magda Linette Xu Yifan                | 7–6(8), 6–0                           |
| 2017       | Sara Errani Irina-Camelia Begu        | Dalila Jakupovič Nina Stojanović      | 6–4, 6–3                              |
| 2018       | Nicole Melichar Květa Peschke         | Monique Adamczak Jessica Moore        | 6–4, 6–2                              |
| 2019       | Shūko Aoyama Ena Shibahara            | Nao Hibino Miyu Katō                  | 6–3, 7–5                              |
| 2020       | Annullato per pandemia di Coronavirus | Annullato per pandemia di Coronavirus | Annullato per pandemia di Coronavirus |
| 2021- 2022 | Cancellato                            | Cancellato                            | Cancellato                            |